# محمد علي معالج
محمد علي معالج (بالفرنسية: Mohamed Ali Maalej)‏، هو مدرب تونسي من مواليد 1982 بمدينة صفاقس، وهو لاعب سابق في خطة حارس مرمى لنادي سكك الحديد الصفاقسي والمدرب الحالي
لنادي الاتحاد الرياضي ببنقردان.

## وصلات خارجية
- صفحة محمد علي معالج على موقع كوووة.

## روابط خارجية
- محمد علي معالج على موقع قاعدة بيانات كرة القدم.إي يو (الإنجليزية)
- محمد علي معالج على موقع كووورة